# Karlsburg (palacio)

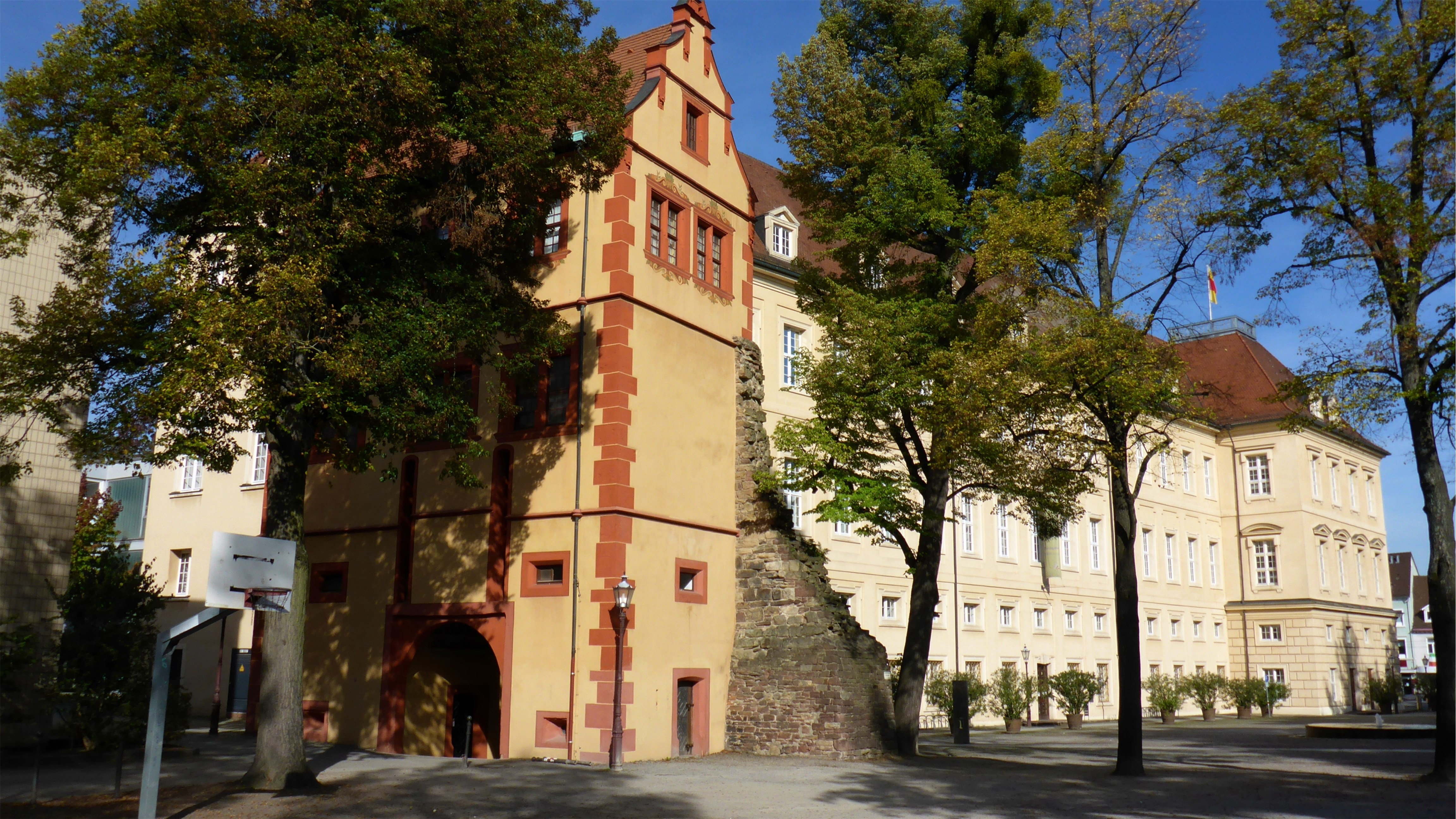
Karlsburg; parte delantera conocida como Princesa.

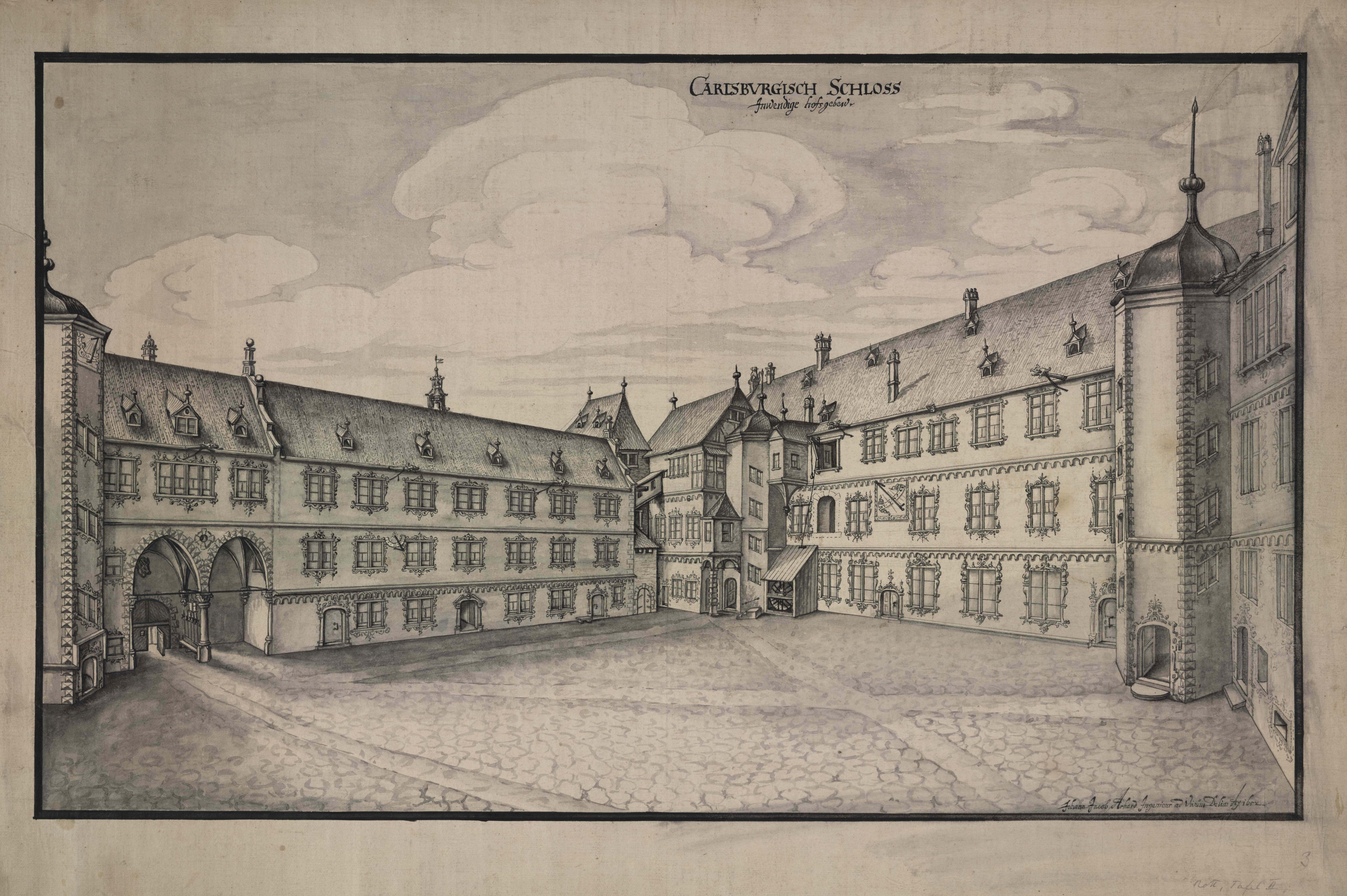
Vista del patio - 1652

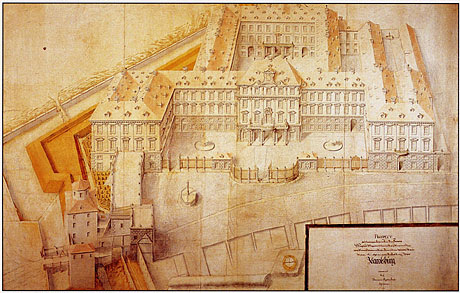
Plano para la reconstrucción de Domenico Egidio Rossi, 1698

Karlsburg es un palacio y un conjunto defensivo en Durlach (Karlsruhe), residencia de los margraves de Baden-Durlach entre 1565 y 1771. En la literatura en español y otras lenguas también consta como «castillo de Karlsburg».

## Descripción
Se desconoce el motivo por el que el margrave Carlos II de Baden-Durlach, que residía en Pforzheim, decidió en 1563 ampliar el pabellón de caza de su padre, el margrave Ernesto de Baden, convirtiéndolo en un palacio con foso y trasladar su residencia allí en 1565.
Sus sucesores ampliaron el palacio hasta que las tropas francesas lo incendiaron en agosto de 1689. En el invierno de 1698/1699, al regresar del exilio desde Basilea, el margrave Federico VII Magno comenzó a reconstruirlo. Planeado de gran tamaño y en un momento de absoluta pobreza y destrucción, originó un enfrentamiento con los ciudadanos de Durlach, agravado con las nuevas cargas de guerra como consecuencias de la guerra de sucesión española (1701-1714).
Su hijo y sucesor, el margrave Carlos Guillermo de Baden-Durlach, decidió trasladar en 1715 su residencia a las afueras de Durlach, para lo que mandó construir un nuevo palacio, germen de la ciudad de Karlsruhe, adonde la corte se trasladó en 1718. Solo la margravina se quedó en Durlach hasta su muerte en 1743.
Posteriormente, el palacio de Karlsburg se utilizó como sede administrativa. En 1924, se instaló en él el museo de Pfinzgau. En 1964, se demolió un ala para acoger a una escuela (Schlossschule de Durlach). El palacio fue reformado entre 1973 a 1988. Actualmente alberga el Registro Civil de Durlach, el museo Pfinzgau, el museo Karpatendeutsche, aulas de la universidad popular, un instituto de secundaria, el histórico salón de baile y la biblioteca de Durlach.